# Agonia (medicina)

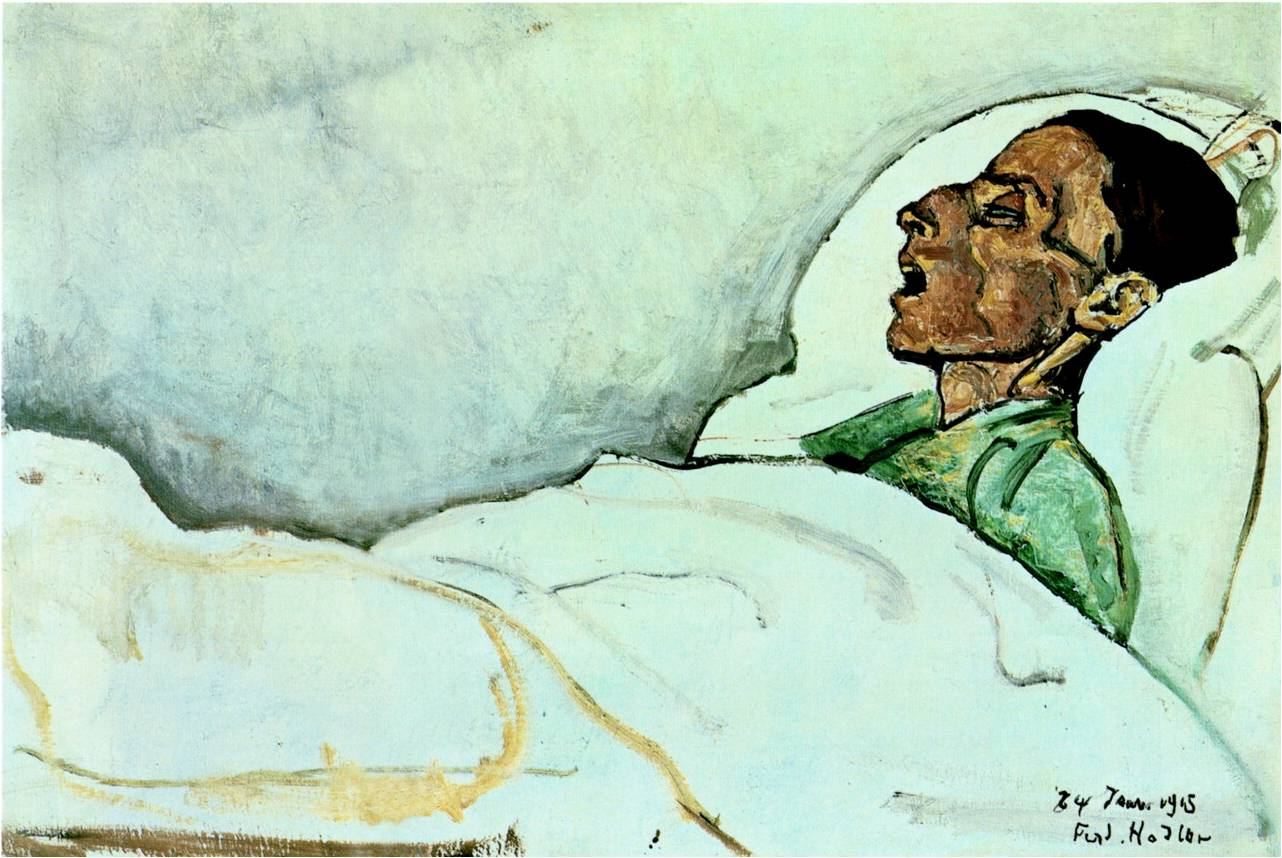
Valentine Godé-Darel, dipinta durante la sua agonia dal suo compagno Ferdinand Hodler, (24 gennaio 1915).

L'agonia (dal greco antico: ἀγωνία?, "combattimento [con la morte]") è lo stato terminale del corpo che precede la morte, associato all'attivazione di meccanismi compensatori volti a combattere l'estinzione delle forze vitali. 
L'agonia è comunque una condizione reversibile: in determinati casi (ad esempio l'agonia causata da sanguinamento, shock, asfissia, ecc.) una persona può essere salvata.

## Aspetto medico
La medicina distingue tra la fase pre-agonica e l'agonia vera e propria.
- La fase pre-agonica è caratterizzata da peggioramento delle condizioni generali, rifiuto di mangiare, miglioramento inaspettato, segni comportamentali (rifiuto di parlare, riacutizzazione dell'agitazione e posizione fetale)
- La fase agonica è caratterizzata da disturbo della coscienza (sonnolenza), cambiamenti nel comportamento motorio (diminuzione o scomparsa del tono muscolare), alterazioni respiratorie, alterazioni circolatorie (raffreddamento progressivo di piedi, mani, naso; marezzatura alle ginocchia), "maschera di morte" (restringimento delle narici, fissità dei bulbi oculari, pallore periorale).

## Aspetto psicologico
Elisabeth Kübler Ross ha osservato diverse reazioni psicologiche di pazienti confrontati con la loro malattia incurabile. Queste fasi sono descritte come il modello di Kübler-Ross: negazione ("no, non io"), rabbia ("perché io?"), contrattazione ("sì, io, ma..."), depressione ("sì, io"), accettazione ("è giunta la mia ora e va tutto bene").

## Parapsicologia
Vi è una specifica branca della parapsicologia che indaga determinati aspetti e fenomeni a essa collegati, che sono detti esperienze di pre-morte.